# Bonifacio Correa Albano
Pedro Juan Albano Bonifacio Correa Albano (Talca, 1830-Santiago, 11 de julio de 1900) fue un ingeniero civil, agricultor y político chileno, que se desempeñó como diputado por Lontué entre 1873 y 1876.

## Familia y estudios
Nació en la comuna chilena de Talca en 1830, hijo del agricultor Isidro Bonifacio Correa i Corbalán de Castilla, hacendado en Lontué, y de María de la Cruz Albano Pereyra i Martinez de Vergara. José Gregorio, uno de sus hermanos, se desempeñó también como diputado entre 1891 y 1894.  Realizó sus estudios primarios y secundarios en el Colegio de los Sagrados Corazones de Santiago entre 1852 y 1860.
Se casó con Mercedes Errázuriz Valdivieso, hija de Francisco Javier Errázuriz Aldunate, con quien tuvo cinco hijos: María Mercedes, María Amalia, Francisco Javier, María Rosario y Estanislao

## Carrera laboral
Se dedicó a la agricultura, fue dueño del fundo Lontué hasta su muerte
En 1865 junto a su hermano José Gregorio, fundó la Viña San Pedro, en la que además de producir la variedad conocida como «país», comenzaron a importar tradicionales vitiviníferas francesas como Cabernet Sauvignon, Chardonnay, Merlot y Sauvignon Blanc, convirtiéndose en pioneros dentro del valle de Curicó, en la zona central de Chile. Primero Comenzarian a producir sus primeros vinos con variedades de uva local, iniciando de hecho la actividad vitivinícola en el Valle de Curicó. Después, los Albano trajeron consigo clones de las clásicas variedades de Europa para reemplazar aquellas especies nativas. Luego, a medida que sus viñedos evolucionaron y sus vinos comenzaron a sobresalir por su calidad, iniciaron las exportaciones. Para 1940 se enviaba los Estados Unidos, Canadá, Alemania y Japón.
En 1875 se separaria de su hermano y fundó la viña Lontué, en la cual tuvo una alta producción vitivinícola.Convirtiéndola en una de las viñas de más renombre en su país en la época. Asimismo, poseyó grandes bodegas donde se elaboraban y envejecían los vinos de todas clases, consumidos dentro y fuera del país; estando la dirección técnica en manos de un enólogo francés.
Se distinguió en 1892, en el estudio del ferrocarril trasandino por el Planchón y en esa empresa demostró sus conocimientos de ingeniería.

## Carrera política
En las elecciones parlamentarias de 1873, fue elegido como diputado propietario por Lontué, para el período legislativo 1873-1876; siendo su suplente Fernando Álamos Vargas. Gran activista católico, junto a Domingo Fernández Concha, participó y fue benefactor de la Unión Central, filial de la Unión Católica. Falleció en Santiago de Chile el 11 de julio de 1911.